# Valeriano Gómez Sánchez
Valeriano Gómez Sánchez (Arroyo del Ojanco, Jaén, 1957) és un polític andalús, militant del PSOE i Ministre de Treball i Immigració des de l'octubre del 2010.

## Biografia
Llicenciat en Ciències Econòmiques i Empresarials, especialitzat en Economia del Treball per la Universitat Complutense de Madrid, és membre del sindicat espanyol Unió General de Treballadors (UGT) de la qual fou membre del Gabinet Tècnic de la Comissió Executiva. A més ha estat assessor al Ministeri de Treball i Seguretat Social (1988-1994) i Secretari General d'Ocupació des del 2004. Valeriano Gómez també fou membre del Consell Econòmic i Social d'Espanya fins al seu nomenament com a ministre.

### Ministre de Treball
El president Rodríguez Zapatero anuncià el nomenament de Gómez com a nou Ministre de Treball i Immigració en substitució de Celestino Corbacho el 20 d'octubre de 2010, un dia després es feia l'acte de presa de possessió del càrrec. La seua participació en les manifestacions en contra de la recent aprovada Reforma Laboral pel govern Zapatero va rodetjar de polèmica el canvi ministerial. Gómez manifestà el seu compromís amb el diàleg social.